# Ahmès (scribe)
Pour les articles homonymes, voir Ahmès.

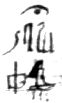
Fac-similé de la signature d'Ahmès à la fin du colophon du papyrus Rhind.

Ahmès (Jˁḥ-ms(w), « né du (dieu-)lune » ou « la lune est née », est un scribe égyptien qui vécut sous le règne du pharaon Apophis Ier, vers 1540 avant notre ère. La seule de ses œuvres qui lui a survécu est sa copie d'un manuel mathématique, appelé aujourd'hui le papyrus Rhind, qui était composé quelques centaines d'années avant lui. Le papyrus est maintenant conservé au British Museum (EA 10057 et 10058). L'œuvre est intitulée « La bonne méthode d'entrer dans les choses, de savoir tout ce qui est, toute obscurité, tout secret ». C'est la plus importante collection de problèmes de géométrie et d'arithmétique que nous possédons de l'Égypte antique. Les problèmes sont présentés avec les solutions en formes d'algorithmes, mais, comme c'est normal pour un manuel, sans indice pour savoir comment la procédure de solution a été découverte.